# Eduardo Barreiros, o Henry Ford galego
Eduardo Barreiros, o Henry Ford galego és un telefilm produït per Continental Producciones i Salero Films, amb la participació de TVG, Canal Sur, Telemadrid, Canal 9 i Euskal Telebista.
Rodat a Galícia, dirigit per Simón Casal i protagonitzat per Manu Regueiro, Julio Pereira i María Tasende, va comptar amb l'assessorament i la transferència d'imatges de la Fundación Eduardo Barreiros.
Se centra en la figura del que es va convertir en un dels sis homes de negocis més importants a Europa als anys 60 1960 construint l'imperi industrial de Barreiros, que va començar amb la brillant idea de convertir motors de gasolina de camions i autobúsos en motors dièsel (de gasoli).

## Sinopsi
L'empresari orensà Eduardo Barreiros, fundador de la marca de motors i camions que du el seu cognom, va arribar a ser el sisè home de negocis més important d'Europa el 1964. En aquells anys, gairebé la meitat dels camions que circulaven per Espanya portaven el seu nom.
La carrera professional de Barreiros, un noi del poble, va començar amb la gran idea de convertir motors de gasolina en motors dièsel, creant un imperi industrial amb gairebé 25.000 treballadors.
El motor dièsel va esdevenir per als espanyols sinònim de Barreiros, malgrat l'hostilitat d'un sector governamental tan influent com l'INI. El 1963, es va associar amb Chrysler, una de les inversions més importants dels Estats Units a Espanya, la va llançar a la fama internacional.
Posteriorment, el soci nord-americà guanyà terreny als espanyols en ampliacions de capital, fins que
la companyia es va convertir en Chrysler Espanya el 1969.
Després de perdre el control de la seva pròpia empresa davant la multinacional, Barreiros va deixar la seva fàbrica i la seva marca va desaparèixer de les carreteres. Però l'obra de Barreiros continua present a la gran fàbrica de Villaverde (Madrid), al teixit industrial espanyol actual i al record d'aquells anys. La seva història és l’aparador de la vida d'un treballador, un nen d'origen humil, que va lluitar per la vida que li tocava viure i que va assolir cotes inimaginables sense perdre mai el seu esperit emprenedor, ni tan sols en els moments més durs.

## Guardons i nominacions
En la 45a edició del Festival Internacional World Fest de Houston (2012), va rebre el premi més alt, platí, seleccionat entre títols de tot el món, una distinció que li permet accedir automàticament a la selecció oficial del Festival de Seül.
Premis Mestre Mateo
| Any  | Categoria                      | Receptor                                     | Resultat  |
| ---- | ------------------------------ | -------------------------------------------- | --------- |
| 2011 | Millor director                | Simón Casal de Miguel                        | Nominada  |
| 2011 | Millor pel·lícula de televisió | Continental Producciones, Salero Films i TVG | Guanyador |
| 2011 | Millor direcció de producció   | Carlos Amoedo                                | Nominada  |
| 2011 | Millor direcció d'art          | Antonio Pereira i Ángel Amaro                | Nominada  |
| 2011 | Millor maquillatge i pentinat  | Cristina Couto                               | Nominada  |
| 2011 | Millor disseny de vestuari     | María Fandiño                                | Nominada  |